# Antodice juncea
Antodice juncea là một loài bọ cánh cứng trong họ Cerambycidae.